# 運行管理システム
運行管理システム（うんこうかんりシステム）とは、運輸業において運行計画の作成や管理、車両の手配などを行う情報システムのことである。運行管理者の作業補助や渋滞回避などによるCO2排出量の削減など、目的に応じたシステムが開発されている。

## 自動車における運行管理システム
トラック（トレーラーやダンプカーなど）での貨物輸送やバス（高速バスやリムジンバスなど）、タクシー、ハイヤーなどの旅客輸送において、
- 渋滞などによる遅延を防ぐために交通情報を元に最適な経路を選択する機能
- 配車台数を調整することで車両や人員の稼働を省力化する機能
- 運転操作を記録し安全運転を促す機能
- 走行距離や出発地、到着地、ETCの記録、ガソリンの消費量などから日報を作成する機能
- 運転手の免許証の更新状況や健康診断の記録から運転手台帳を作成する機能

などが提供されている。

## 鉄道における運行管理システム
鉄道における運行管理システムには、信号の制御や駅での案内表示などを自動で行う機能がある。